# Иван Фёдорович Овчина Телепнев-Оболенский
Ива́н Фёдорович Овчи́на Телепнев-Оболе́нский (Телепнев-Овчи́на-Оболе́нский, Оболе́нский-Овчи́на-Телепнев или Овчи́на-Оболе́нский-Те́лепнев; умер в 1538) — князь, воевода, окольничий, боярин, конюший в правление Василия III Ивановича и Ивана IV Васильевича.
Брат мамки малолетнего Ивана Грозного Агриппины (Аграфены) Челядниной, фаворит Елены Васильевны Глинской, второй жены великого князя Василия III. Пользовался большим влиянием на Елену и, как следствие, на государственные дела.
Второй сын воеводы князя Фёдора Васильевича Телепня Оболенского, погибшего во время осады Мстиславля (1508).

## Биография

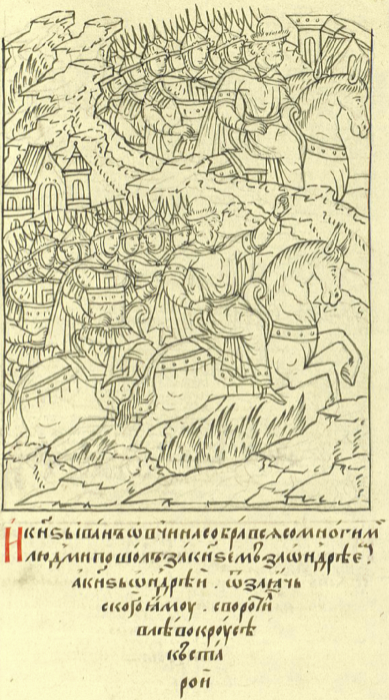
Иван Фёдорович Овчина Телепнев-Оболенский едет за Андреем Старицким

Воевода передового полка в Туле (1511), в Стародубе (1512), в том же году участвовал в отражении крымских татар, напавших на южнорусские земли и воевавших под Козельском. Встречал крымского посла (1515).
Второй воевода сторожевого полка в литовском походе под командованием князя Василия Васильевича Немого Шуйского (зима 1515/1516). Воевода в Стародубе-Северском (1517). Второй воевода передового полка в походе на Могилев, опустошил литовские приграничные волости (1518). Воевода в Стародубе, откуда в качестве второго воеводы сторожевого полка принял участие в новом походе на ВКЛ (1519). Воевода в Таруса (1520).
Во время нашествия на Русь крымского хана Мехмед Герая стоял среди прочих воевод в Серпухове (1521). Восстанавливал Серпухов, приводя в порядок город и систему защитных укреплений вокруг него, иногда отбивая наезды небольших конных отрядов крымцев (1521). Воевода в Тарусе (1522). Командовал полком правой руки в конной рати воеводы И. В. Хабара Симского во время похода на Казанское ханство (весна 1524), участвовал в битве с татарами на реке Свияга и осаде Казани.

В 1526 году князь Иван Фёдорович Овчина упоминается в чине свадьбы великого князя московского Василия III Ивановича с княжной Еленой Васильевной Глинской, где впервые на него обратила внимание юная жена Василия III. По словам И. Е. Забелина, именно присутствие на свадьбе великого князя дало начало карьерному росту Телепнева-Оболенского, в чём также сыграли роль его родственные связи: 
Во время свадьбы известный впоследствии наперсник Елены, молодой князь Иван Фёдорович Овчина-Телепнев-Оболенский находился вместе с своим отцом князем Фёдором Васильевичем в числе самых доверенных и приближенных к государю свадебных чинов. Отец его по свадебному разряду занял тогда очень важную должность конюшего: ему «велено быти у государева коня и ездити весь стол и вся ночь круг подклета (спальни новобрачных) с саблею голою или с мечем». Сын находился в числе детей боярских четвёртым у брачной постели, вместе с дворовыми боярынями, вдовами ближних бояр Челядниных, Еленою и Аграфеною: Последняя была ему сестра, и потом была избрана в мамы к новорожденному малютке Грозному. Сверх того ему тогда же было назначено: «колпак держати у великого князя и спати у постели и в мыльне мытися с великим князем», что обыкновенно поручалось самым приближенным, так сказать домашним, комнатным людям. Таким образом сердечная связь Елены с Овчиною, как его обыкновенно называли, объясняется давнишним приближением его семейства к государевой комнате, и особенно через Аграфену Челяднину, его сестру, которая была замужем за Васильем Андреевичем Челядниным, государевым дворецким (ум. 1518 г.), братом государева конюшего Ивана Челяднина и сыном тоже государева конюшего, Андрея Челяднина, который был в этом чину ещё при отце в. князя Василия. Знатный чин конюшего давался только самым близким, любимым и заслуженным людям. Незадолго перед кончиною великого князя и Овчина получил звание конюшего.
Отправлен из Москвы вместе с князем Ф. В. Телепневым-Лопатой-Оболенским на помощь ростиславским воеводам, защищавшим переправы через р. Оку от крымского царевича Ислям Герая (сентябрь 1527), разгромив татар и обратив их в бегство. В том же году служил воеводой в Ростиславле, а (с августа 1528) наместник в Калуге. Назначен первым воеводой в Коломну, затем — в Ростиславль и снова — в Коломну (1529).
Первый воевода полка правой руки в конной рати во время похода на Казанское ханство под командованием боярина князя Михаила Львовича Дородного-Глинского (май 1530), участвовал в битве с казанцами и в осаде Казани, отличился, пробив брешь в городской стене и первым ворвавшись в предместье столицы ханства.
Пожалован чином окольничего (январь 1531), командовал передовым полком, высланной из Москвы к Козельску, чтобы отразить ожидаемое татарское вторжение. В конце февраля того же года на тульские, белёвские и одоевские волости совершили нападение крымские татары. И. Ф. Овчина, во главе передового полка отправлен в Тулу. Находясь в Туле, князь Иван Фёдорович, по неизвестной причине, вместе с воеводами князем И. М. Воротынским и И. В. Ляцким попал в опалу и был отправлен под стражей в Москву. Прощён, служил вторым воеводой в Кашире (весна 1532). Пожалован в бояре (1532).
Во время очередного крымского набега находился в полках на южнорусских рубежах (1533). Во главе отряда легкой конницы он разбил небольшой татарский отряд и во время преследования противника внезапно наткнулся на главные силы орды. После отражения неприятеля воевода был вызван в Москву, где великий князь пожаловал его высшим званием конюшего и отправил на воеводство в Коломну, где князь Иван Фёдорович находился до самой смерти Василия III. При погребении великого князя Василий III, шёл непосредственно за Еленой Глинской (декабрь 1533). Член Государственной Боярской думы, вместе с князем Михаилом Глинским, самый сильный и влиятельный.
В Литовском походе 1-й воевода Передового полка, шёл от границ Смоленска, сжигая города: Дубровну, Оршу, Друцк, Борисов и другие (1534-1535). По поручению Елены Глинской, старался заставить князя Андрея Ивановича приехать в Москву, чего и достигает, дав тому слово в полной его безопасности, за что получает выговор, а сам князь Старицкий погибает.
По приказанию Василия Васильевича Шуйского, его схватывают, вместе с сестрой Аграфеной Фёдоровной, оковывают и заключают в темницу, несмотря на слёзы и вопли юного Государя (09 апреля 1538).
Умер с голоду в темнице († 1538).

## Семья
Князь И. Ф. Овчина Телепнев-Оболенский был женат на дочери князя Осипа Андреевича Дорогобужского, от брака с которой имел сына Фёдора и дочь Анастасию.
Его сын Фёдор Иванович Овчина Телепнев-Оболенский казнён по приказу царя Ивана Грозного († 1547).

## Киновоплощения
- Фильм «Иван Грозный», режиссёр Сергей Эйзенштейн — Сергей Столяров (материал сохранился, но в фильм не попал)
- Телесериал «Иван Грозный», режиссёр Андрей Эшпай — Эдуард Трухменёв